# کونتس-له-بن
کونتس-له-بن (به فرانسوی: Contz-les-Bains) یک کمون در فرانسه است که در Canton of Sierck-les-Bains واقع شده‌است.

## خصوصیات
کونتس-له-بن ۳٫۱۹ کیلومترمربع مساحت و ۵۱۵ نفر جمعیت دارد و ۲۱۲ متر بالاتر از سطح دریا واقع شده‌است.